# ハンゼヨット
ハンゼヨット（HanseYachts）はヨットなどのプレジャーボートを製造するドイツのメーカーである。

## 歴史
ハンゼヨットは、創業者(現・CEO)、ミハエル・シュミット(Michael Schmidt)が1990年にドイツ（当時は東ドイツ）にある港町グライフスヴァルトにて造船所を入手しヨットの製造を開始したことに始まる。
1993年にアフロディーテ291というヨットの船体の型を中古で入手し、その型を元にハンゼ291というヨットを地元のボートショーに出品すると共に44,444ドイツマルクという他の同型のヨットと比較して極めて低い価格にて販売を開始したところ、たちまち30艇もの注文を受けるほどの反響を呼んだ。このハンゼ291の成功がハンゼヨットを現在のように成長させた原動力となった。
中古の型を使う事により販売価格を抑えたヨットの製造販売に成功した事をうけ、ハンゼヨットは翌1994年に今度はフィンガルフ33というヨットの船体の型を中古で入手し、その型を元にハンゼ331を発売した。このハンゼ331も発売にヨーロッパを中心にとてもよく売れた。そして同年にイギリスの老舗ヨット製造業者ムーディーヨットを買収し更に事業規模を拡大するに至った。
現在では船体の型も自社にて製造すると共に、より大型のヨットも積極的に造船するなどしており、ベネトウやババリアと並んでヨーロッパにおけるヨットメーカーのビッグビルダーの位置を占めるにまで成長している。

## ヨットの種類
2017年現在に製造販売してるヨット
- ハンゼ315
- ハンゼ348
- ハンゼ388
- ハンゼ418
- ハンゼ458
- ハンゼ508
- ハンゼ548
- ハンゼ588
- ハンゼ675